# 예산 및 회계법
1921년 예산 및 회계법(영어: Budget and Accounting Act of 1921, Pub.L. 67–13, 42 Stat. 20, 1921년 6월 10일 제정)은 현대 연방 예산의 틀을 확립한 획기적인 법안이었다. 이 법안은 국가 예산 시스템과 정부 회계에 대한 독립적인 감사를 제공하기 위해 워런 G. 하딩 대통령의 승인을 받았다. 이 법안의 공식 명칭은 "1921년 일반회계법"이지만, 흔히 "예산법" 또는 "예산 및 회계법"으로 불린다.
이 법안은 대통령이 연방 정부 전체의 연간 예산을 의회에 제출해야 한다는 것을 의미했다. 예산 법안의 목적은 정부의 행정부와 입법부 모두의 지출 기관을 통합하는 것이었다.
이 법안은 정부 부처의 자금 요청을 검토하고 대통령이 예산을 수립하는 데 도움을 주기 위해 현재 미국 관리예산실(OMB)이라고 불리는 예산국을 창설했다. OMB는 모든 정부 추정치, 수입 및 지출이 예산국장에 의해 승인되어야 한다고 규정한다. 국장으로부터 추정치는 직접 대통령에게 전달되고, 대통령으로부터 직접 의회에 전달된다. 또한 이 법안은 현재 미국 회계감사원(GAO)으로 알려진 일반회계국을 창설했다. GAO는 미국 의회의 비당파적인 감사, 평가 및 조사 기관이며, 미국 정부의 입법부 소속 기관이다.
이 법안은 GAO의 수장이 "정부 소재지 또는 기타 장소에서 공공 자금의 수령, 지출 및 적용과 관련된 모든 사항을 조사하고, ... 대통령 ... 및 의회 ... 에 보고서 [및] 공공 지출의 더 큰 경제성 또는 효율성을 위한 권고"를 하도록 요구했다. 일반회계국의 명칭은 사무실의 임무를 더 잘 반영하기 위해 2004년에 미국 회계감사원으로 변경되었다.

## 예산국
이 법안은 재무부 소속이었지만 백악관에 계속 책임이 있었던 예산국을 창설했다. 1939년에 예산국은 재무부에서 대통령 행정실로 이전되었다. 이 법안에 따라 예산국은 "여러 부서와 기관의 추정치를 수집, 관련, 수정, 감소 또는 증가"시킬 권한을 가졌다.
예산국이 OMB로 대통령 행정실로 이전되었을 때, 그 기능은 다음과 같이 요약되었다:
1.) 정부 예산 준비 및 재정 프로그램 수립에 대통령을 지원한다.
2.) 예산 집행을 감독하고 통제한다.
3.) 개선된 행정 관리 계획 개발에 대한 연구를 수행하고, 개선된 행정 조직 및 관행에 대해 정부 행정 부서 및 기관에 조언한다.
4.) 대통령이 정부 서비스의 더 효율적이고 경제적인 운영을 달성하도록 돕는다.
5.) 과거 관행에 따라 제안된 입법 제정에 대한 부서별 조언을 승인하고 조율함으로써 대통령을 지원한다.
6.) 1936년 2월 18일 행정명령 7298호의 조항에 따라 제안된 행정명령 및 선포의 검토 및 승인, 필요한 경우 준비를 돕는다.
7.) 연방 및 기타 통계 서비스의 개선, 개발 및 조정을 계획하고 촉진한다.

8.) 정부 기관의 제안된 업무, 실제로 시작된 업무 및 완료된 업무와 관련하여 진행 상황을 대통령에게 알리고, 정부 내 여러 기관 간의 상대적 시기 및 업무를 알린다. 이는 정부 행정부의 여러 기관의 업무 프로그램이 조정되고 의회에서 배정된 자금이 가장 경제적인 방식으로 가능한 한 중복 및 중복 노력을 최소화하면서 지출될 수 있도록 하기 위함이다.— Congressional Digest 1957

이 법안이 원래 1921년에 제정된 이후, 국장의 일반적인 감독 하에 있던 예산국의 활동에 추가 기능이 추가되었다.
현재 OMB의 직원은 "전문가로 구성된 조사 직원, 모두 대학 졸업자, 여러 로즈 장학생, 그리고 최소 100명의 석사 및 박사 학위 소지자를 포함하여 총 400명에서 500명 사이의 직원"이다. "약 3분의 1은 실제 비즈니스 경험이 있고, 5분의 4는 정부 경험이 있으며, 일부는 과학자이다."

## 일반회계국
이 법안은 또한 행정부와 독립적이며 대통령이 15년 임기로 임명하는 미국 회계감사원장의 통제 하에 있는 기관인 GAO를 창설했다. GAO는 연방 정부 입법부 내의 독립 기관이다. GAO는 정부의 재정 거래에 대한 독립적인 감사를 수행하여 "연방 기관의 재정 업무가 얼마나 효율적으로 관리되는지 확인하고 정부의 재정 상태에 대한 조사 결과를 특정 및 연간 보고서로 의회에 제출"하기 위해 설립되었다.
현재 GAO는 여전히 미국 정부의 통합 재무제표의 선두 감사관 역할을 한다. 그러나 이는 GAO의 현재 업무량 중 작은 부분에 불과하다. 이 기관의 업무 대부분은 국내외의 광범위한 정부 프로그램 및 활동에 대한 프로그램 평가, 정책 분석, 법적 의견 및 결정을 포함한다. GAO는 또한 잘 작동하는 연방 프로그램 및 정책에 대해 보고하고 진행 상황 및 개선 사항을 인정한다. GAO 관계자들은 모범 사례 채택에서부터 중복되는 연방 프로그램을 통합하거나 제거하는 방법에 이르기까지 정부를 더 잘 작동시키기 위한 방법에 대해 의원 및 기관장과 정기적으로 협의한다.

## 의미
이 법안은 정치학 학자들에 의해 제도적 대통령직을 창설하는 데 핵심적인 역할을 한 것으로 평가받는다. 제임스 선드퀴스트(James Sundquist)는 "현대 대통령직은 제도적 책임이라는 측면에서 1921년 6월 10일, 하딩 대통령이 예산 및 회계법에 서명한 날 시작되었다"고 말한다.

## 내용주
1. 1 2 3  Congressional Digest 1940.
2. ↑  Desimone 2002.
3. ↑  Budget and Accounting Act, Sec. 312(a), 42 Stat. 25
4. 1 2  Walker 2004.
5. 1 2 3  Congressional Digest 1957.
6. ↑  Maltese, John Anthony (1998년 4월 7일). 《The Selling Of Supreme Court Nominees》. Johns Hopkins University Press. 116–118쪽. ISBN 9780801858833.
7. ↑  Sundquist, James (1981). 《The Decline and Resurgence of Congress》. Brookings Institution Press. 39쪽. ISBN 9780815723646.